# Matteo Fornari
Matteo Fornari (Montichiari, 27 maggio 1973) è un militare italiano, Maresciallo dell'Arma dei Carabinieri, insignito di Medaglia d'oro al valor civile.